# Ossido nitrico sintasi endoteliale
La ossido nitrico sintasi endoteliale è un enzima appartenente alla famiglia delle NO sintetasi, sebbene il termine possa essere utilizzato anche per il gene che codifica per questo enzima.
L'enzima catalizza la formazione di monossido di azoto nel tessuto endoteliale ed è interessato nella regolazione di numerosi fattori vascolari.
È stata provata l'interazione della Ossido nitrico sintasi endoteliale con la Caveolina 1, con la Heat shock protein 90kDa alfa citosolica, membro A1 e con la Guanilato ciclasi solubile subunità beta-1.